# Mezoregion Sudoeste Amazonense

Mezoregion Sudoeste Amazonense

Mezoregion Sudoeste Amazonense – mezoregion w brazylijskim stanie Amazonas, skupia 16 gmin zgrupowanych w dwóch mikroregionach. Liczy 336.911,3 km² powierzchni.

## Mikroregiony
- Alto Solimões
- Juruá